# 셰틀랜드 면양

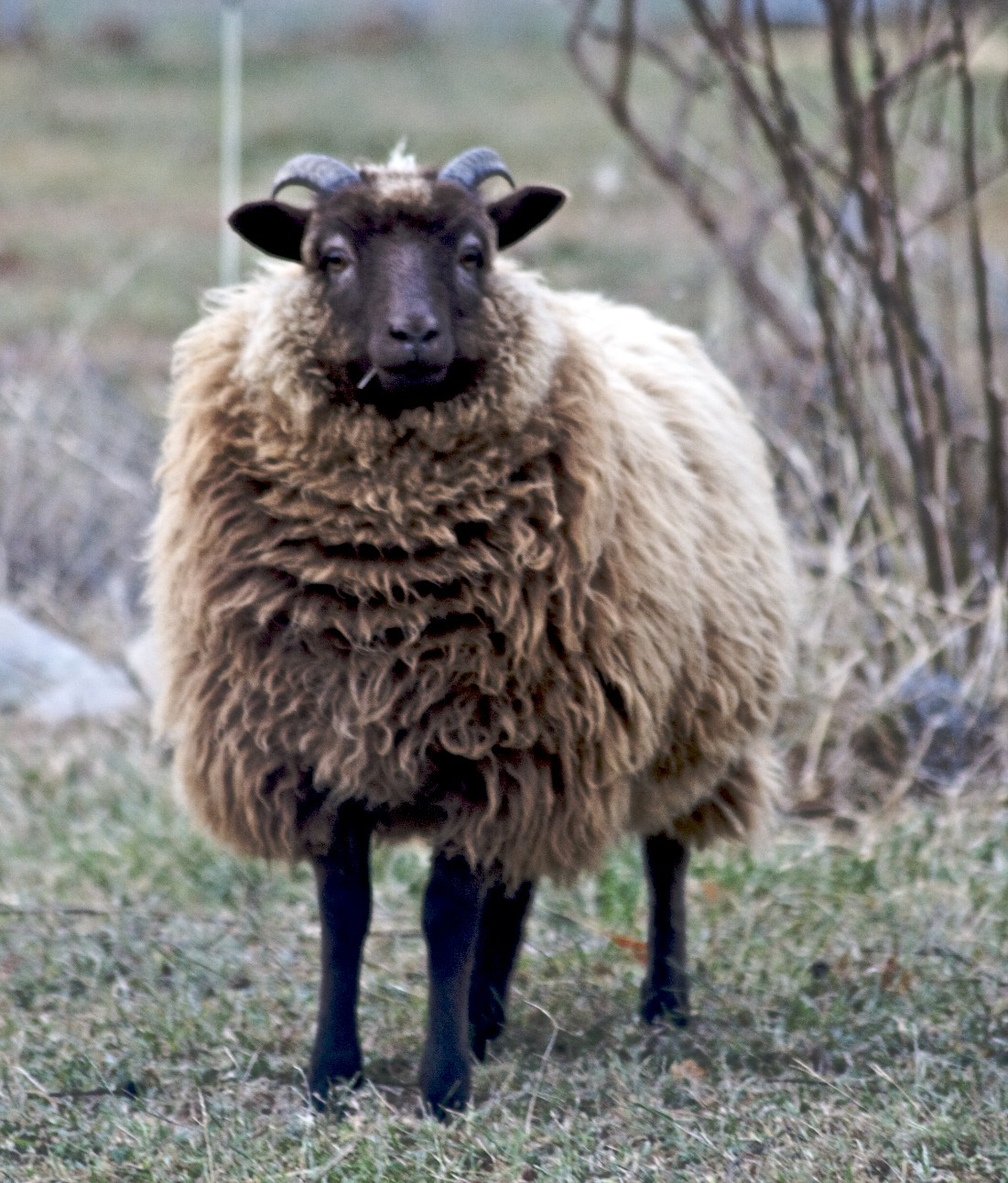
흔한 "무릿"(적갈색) 털을 가진 셰틀랜드 어린 양

셰틀랜드 면양(Shetland sheep) 또는 셰틀랜드(Shetland)는 스코틀랜드의 셰틀랜드 제도에서 유래한 작은 양 품종으로, 현재는 전 세계 여러 곳에서 사육되고 있다. 북유럽 단미양 그룹에 속하며, 멸종된 스코틀랜드 던페이스와 밀접한 관련이 있다. 셰틀랜드는 재래 품종 또는 "개량되지 않은" 품종으로 분류된다. 이 품종은 매우 고운 양모, 육용, 그리고 보존 방목을 위해 사육된다.
셰틀랜드는 상업 품종에 비해 작고 성장 속도가 느리지만, 강건하고, 검소하며, 새끼를 쉽게 낳고, 적응력이 뛰어나며, 장수한다. 셰틀랜드 품종은 수 세기 동안 어려운 조건과 열악한 식단에서도 살아남았지만, 더 나은 조건에서 번성한다. 셰틀랜드는 많은 원시적인 생존 본능을 유지하고 있어, 현대의 많은 품종보다 돌보기가 쉽다.

## 역사
철기 시대까지 브리튼 제도와 북유럽 및 서유럽의 다른 지역의 양들은 작고, 꼬리가 짧았으며, 수컷에게만 뿔이 있었고, 색깔이 다양했다. 단미양은 점차 장미양에 의해 대체되어, 접근하기 어려운 지역에만 단미양이 남게 되었다. 여기에는 스코틀랜드 고원과 제도 전역, 오크니 제도와 셰틀랜드 제도를 포함하여 18세기 후반까지 주요 양 품종이었던 스코틀랜드 던페이스가 포함된다. 던페이스는 19세기 후반 스코틀랜드 본토에서 멸종되었으며, 그 후손들은 셰틀랜드 제도를 포함한 몇몇 섬에만 한정되었다. 던페이스의 셰틀랜드 유형은 19세기 초 또는 그 이전부터 독특한 것으로 간주되어 왔다. 1795-1965년 기간의 양 떼 분포 패턴은 셰틀랜드 양의 수적 감소와 결국 셰틀랜드에만 국한되었음을 보여준다. 1965년에는 언덕 양 보조금으로 기록된 양 중 4%만이 셰틀랜드 양이었다.

### 품종 보존

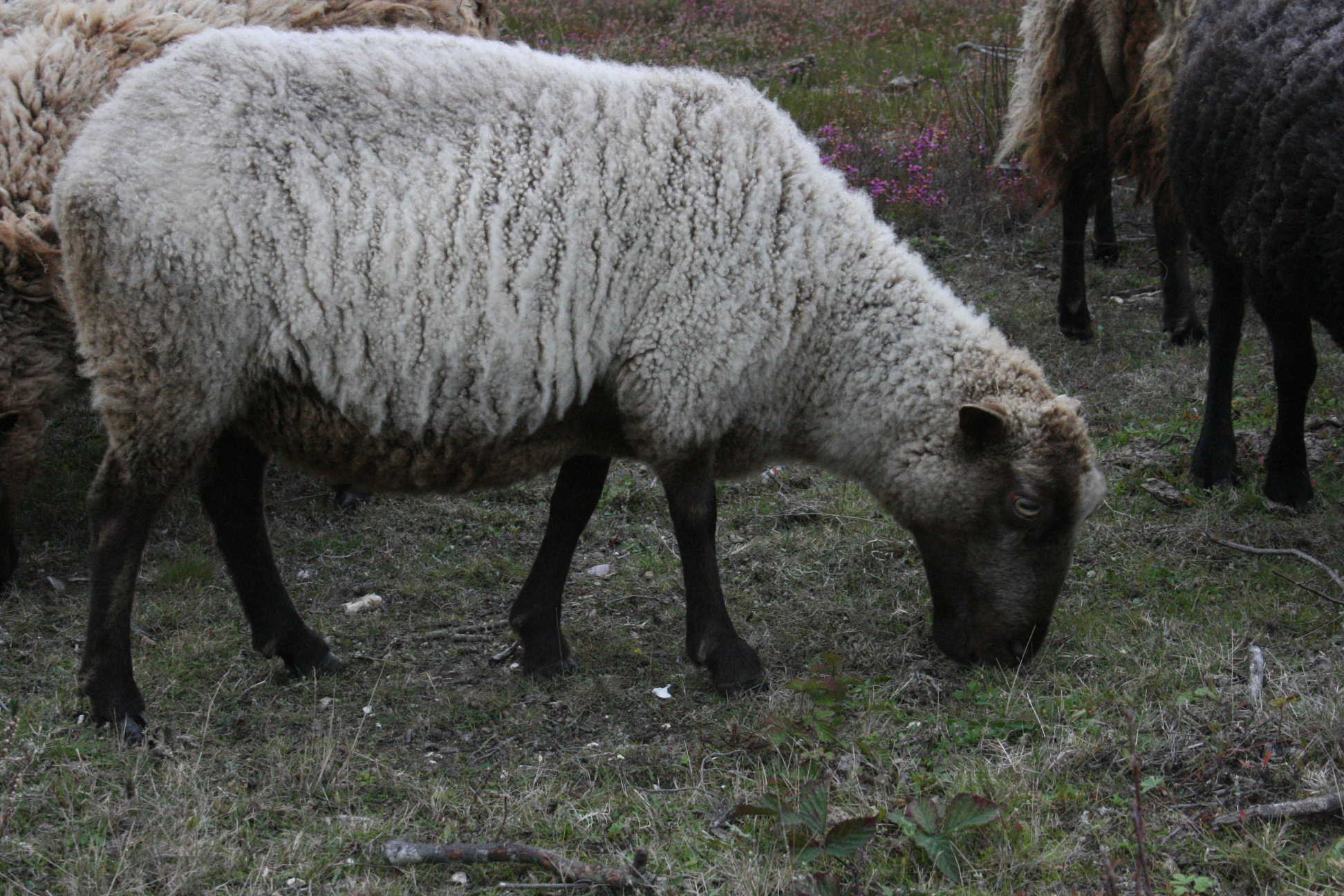
히슬랜드에서 풀을 뜯는 셰틀랜드 암양: 이 "오소리 얼굴" 패턴은 캣모젯이라고 불린다.

20세기 초까지 셰틀랜드는 교배로 인해 양모 품질이 저하될 위험에 처해 있다고 인식되었다. 이를 막기 위해 1927년 셰틀랜드 양모 북 협회가 설립되었으며, 이 기관은 셰틀랜드에서 품종 보호를 담당하고 있다.
1970년대 희귀 품종 생존 신탁이 설립되었을 때, 셰틀랜드는 희귀해졌고, 이들은 2등급(멸종 위기)으로 분류했다. 그 이후로 이 품종은 소규모 농부들 사이에서 인기를 얻었으며, 현재는 영국 개체수가 3,000마리 이상인 6등급(기타 토착 품종)으로 분류된다. 본토에서는 셰틀랜드 양 협회가 이 품종을 관리한다.

### 셰틀랜드 제도 외부로의 수출 및 역사
미국 대통령 토머스 제퍼슨은 19세기 초 몇 년 동안 셰틀랜드 숫양을 키웠다. 현대의 셰틀랜드 양과는 달리(그러나 일부 관련 품종처럼) 이 숫양은 뿔이 네 개였다. 그는 프레지던츠 스퀘어의 백악관 앞에 약 40마리의 다른 양들과 함께 사육되었다. 1808년 봄, 이 숫양은 광장을 가로질러 지름길을 택한 몇몇 사람들을 공격하여 일부를 다치게 했고 어린 소년을 실제로 죽이기도 했다. 제퍼슨의 개인 사유지인 몬티셀로로 옮겨진 후, 이 숫양은 결국 다른 여러 숫양을 죽인 후에 죽임을 당했는데, 제퍼슨은 이를 "이 혐오스러운 동물"이라고 묘사했다. 그러나 그러한 공격적인 셰틀랜드 숫양은 드물다.
북미에서는 제퍼슨이 기르던 셰틀랜드 양들이 지속되지 못했다. 다른 수입은 20세기 초에 이루어졌는데, 특히 미시간 주 쿠퍼스빌의 W.W. 버치 부인(당시 미국 양 사육자 편집장의 아내)과 월넛 홀의 L.V. 하크니스 씨(스탠더드브레드 말로 유명한)에게 수입되었다. 이 양 떼들이 1916년까지 살아남았다는 기록이 있으며, 1917년 일리노이에도 또 다른 양 떼가 있었다는 기록이 있다. 1921년에는 셰틀랜드 양을 미국에서 살 수 없다고 기록되었다(The Sheep Breeder, 1921). 셰틀랜드 양이 캐나다로 수입된 것은 20세기 중반이 되어서야 비로소였고, 그 후 1980년대에 캐나다에서 미국으로 수입되었다. 그 이후로 북미 셰틀랜드 양 등록소가 설립되었으며, 현재 이 지역에는 수천 마리의 품종이 있다.

### 현대 농업
오늘날 셰틀랜드 양은 주로 셰틀랜드 제도와 몇몇 다른 지역에서 사육된다. 이는 다른 방법으로는 농업적으로 쓸모없는 불모지에서도 생존할 수 있는 능력 때문이다. 그들의 온순한 기질 또한 셰틀랜드 양을 사육하는 주요 매력이다. 그들은 가장 흔히 귀한 양모를 위해 사육되지만, 육용으로도 사육될 수 있다.

## 품종 특성

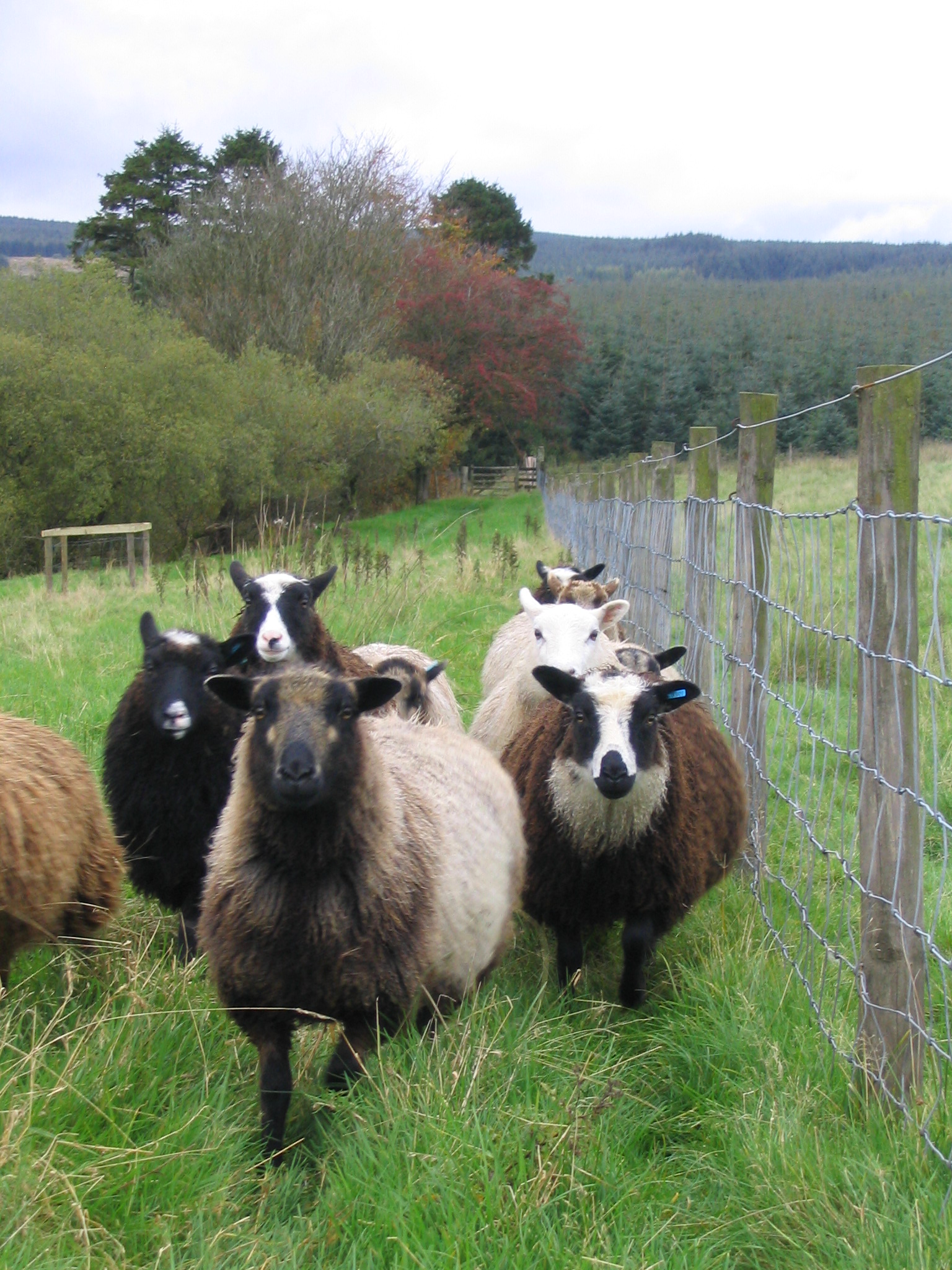
셰틀랜드 양은 다양한 색상으로 나타나며, 그 중 많은 색상은 사육자들이 전통적인 이름으로 부른다.

셰틀랜드는 영국 품종 중 가장 작은 품종 중 하나이다. 암양은 보통 뿔이 없으며 숫양은 보통 뿔이 있지만, 뿔이 있는 암양과 뿔이 없는 숫양도 가끔 나타난다. 이 품종은 매우 고운 부드러운 양모와 고품질의 고기로 유명하지만, 작은 크기 때문에 상업적인 고기 시장에서의 사용은 제한적이다. 그들은 몸집이 작고, 얼굴, 코 또는 다리에 털이 약간 있지만 과하지는 않다. 다리는 중간 길이이며 뼈가 가늘다. 그들은 작고 쫑긋한 귀를 가지고 있다. 북부 단미양의 특징은 짧고, 가시 모양의 꼬리인데, 밑동은 넓고 끝으로 갈수록 가늘어지며, 끝부분은 양모가 아닌 털로 덮여 있다.
셰틀랜드 양은 다양한 색상과 패턴으로 나타나며, 대부분은 특정한 전통적인 이름을 가지고 있다. 숫양은 약 90 to 125 lb (41 to 57 kg)이고 암양은 약 75 to 100 lb (34 to 45 kg)이다.

### 양모
셰틀랜드 양이 생산하는 양모는 역사적으로 귀한 상품이었다. 셰틀랜드 양은 다양한 색조의 양모를 생산하며(아래 아래 참조), 이러한 다양성은 셰틀랜드 제도의 양모 산업에 상업적으로 중요했는데, 이곳에서는 천연 양모가 종종 염색되지 않은 상태로 사용된다. 트위드는 거친 셰틀랜드 양모로도 생산되지만, 이 제도는 여러 색상의 니트웨어(페어 아일 니팅 기법 사용)와 결혼반지를 통과할 만큼 가는 전통적인 니트 레이스 숄로 가장 잘 알려져 있다. 털은 보통 2 and 4 lb (0.9 and 1.8 kg) 사이의 무게를 가진다.
2011년 11월, 셰틀랜드에서 생산된 셰틀랜드 양모는 "토종 셰틀랜드 양모"로 원산지 보호 명칭(PDO) 분류를 받아 지리적 표시 보호 지위를 획득했다. 이는 영국에서 이 지위를 받은 최초의 비식품 제품이었다.

#### 색상과 패턴
셰틀랜드 양은 거의 모든 가능한 양 색상과 패턴을 나타낼 수 있으며(일부는 아직 목록화 중), 단색 흰색과 단색 moorit(적갈색) 또는 검정색이 가장 흔하다. 많은 색상과 패턴은 셰틀랜드 방언 이름을 가지고 있으며, 이들은 셰틀랜드에서 이전에 사용되었던 노른어에서 유래했으며, 적어도 다른 북게르만어(아이슬란드어)에서도 비슷한 이름이 사용된다.
품종 협회에서 인정하는 11가지 주요 색상이 있다(대부분 여러 가지 색조를 포함): 연회색, 회색, 흰색, emsket(어둑한 청회색), musket(연한 회갈색), shaela(짙은 강철 회색), 검정색, 황갈색, moorit(적갈색), mioget(꿀색, 황갈색), 짙은 갈색.
30가지의 털 패턴과 표식이 인정되며, 이들 중 다수는 조합되어 나타날 수 있다. 여기에는 다음이 포함된다:
- katmoget ("오소리 얼굴": 배는 어둡고 코와 눈 주위는 어둡게 음영져 있으며, 다른 부분은 더 밝다)
- gulmoget ("무플롱", katmoget의 반대: 배는 밝고 얼굴은 어두우며 눈 주위에 밝은 표식이 있고, 다른 부분은 어둡다)
- yuglet (일반적으로 밝은 색에 눈 주위에 어두운 "판다" 반점이 있다)
- bleset (얼굴 중앙에 흰색 줄무늬가 있는 어두운 색)
- smirslet (주둥이 주위에 흰색 표식)
- sokket (다리에 흰색 양말처럼 있는)
- bersugget (다른 색상의 불규칙한 반점)
- bielset (다른 색상의 목걸이가 있는).[8][15]

### 출산
다른 "원시" 품종과 마찬가지로, 암양은 매우 계절적이며, (북반구에서) 10월과 11월에 번식력이 생기고 봄이나 여름에 출산한다. 셰틀랜드의 열악한 목초지에서는 출산율이 약 130%이다. 그러나 암양이 더 좋은 목초지에 있을 때는, 특히 성숙한 암양의 경우 쌍둥이 새끼를 낳는 것이 더 흔하다. 셰틀랜드 암양은 강건하고, 쉽게 새끼를 낳으며, 좋은 어미이고, 충분한 젖을 생산한다. 건강한 새끼 양은 4 and 7 lb (2 and 3 kg) 사이의 무게로 태어난다.

## 같이 보기
- 셰틀랜드 동물 품종